# I-176
I-176 – japoński okręt podwodny typu  KD7 służący w cesarskiej marynarce wojennej podczas II wojny światowej. Zwodowany 7 czerwca 1941 okręt wszedł do służby 4 sierpnia 1942 roku jako I-76. Jak inne duże okręty podwodne marynarki japońskiej, służył w dużej mierze jako okręt transportowy dowożąc zaopatrzenie na zajmowane przez wojska japońskie wyspy. Zdołał jednak uszkodzić amerykański ciężki krążownik USS „Chester” (CA-27) oraz jako jedyny okręt podwodny zatopić amerykański okręt tej samej klasy, USS „Corvina” (SS-226).

## Budowa i konstrukcja
Jak inne okręty swojego typu, I-176 został opracowany na bazie projektu okrętów wcześniejszego typu KD6. Okręt został zwodowany 7 czerwca 1941 roku jako I-76, jednak jego nazwa alfanumeryczna została następnie zmieniona na I-176. Budowa została zapoczątkowana położeniem stępki w stoczni w Kure 22 czerwca 1940 roku, do służby zaś wszedł 4 sierpnia 1942 roku. Okręt o długości przekraczającej 105 metrów wypierał 1833 tony na powierzchni i 2602 tony w zanurzeniu. Okręt zasilany był z dwóch generatorów elektrycznych, ładujących akumulatory dla dwóch silników elektrycznych. Maksymalny zasięg jednostki wynosił 8000 mil morskich przy prędkości 16 węzłów na powierzchni. Okręt rozwijał na powierzchni 23,1 węzła, pod wodą zaś jego prędkość maksymalna wynosiła 8 węzłów.
I-176 wyposażony był w sześć wyrzutni torpedowych kalibru 533 mm na dziobie dla 12 torped typu 95, będącymi zmodyfikowanym typem – o mniejszej średnicy – długich lanc typu 93. Jego uzbrojenie uzupełniało jedno działo 120 mm i dwa działka plot. kalibru 25 mm.

## Historia okrętu
Wkrótce po zatopieniu pod Midway amerykańskiego lotniskowca USS „Yorktown” (CV-5), dowodzący w tym czasie I-168 Sho-sa Yahachi Tanabe został promowany do stopnia Cho-sa i otrzymał dowództwo całkowicie nowego okrętu I-176. Po Midway jednak sytuacja Japonii w wojnie na Pacyfiku szybko zmieniała bieg na niekorzystny. Z powodu amerykańskiego lądowania na Guadalcanal i w Tulagi, już trzy dni po przyjęciu do służby I-176 wyszedł z Kure do Truk, dokąd dotarł 16 września 1942 roku. Zaraz potem, okręt Tanabe został wysłany pod Espiritu Santo w archipelagu Nowe Hebrydy, będącą główną bazą zapewniającą wsparcie dla amerykańskich wojsk walczących pod Guadalcanalem. Wraz z dwoma innymi japońskimi okrętami podwodnymi, I-176 miał zwalczać amerykański transport między Espiritu Santo a Guadalcanalem.
I-176 opuścił Truk 18 września kierując się w stronę Morza Koralowego, gdzie miał wyznaczony sektor patrolowania na wodach wschodniej części tego akwenu, graniczących od południa z Nowymi Hebrydami, Wyspami Santa Cruz na wschodzie i San Cristobal – najbardziej na południe wysuniętą wyspą Salomonów – od północnego zachodu. Niebezpieczny rejon nazywany przez Amerykanów „Torpedo Junction” (węzeł torpedowy) – z powodu częstych spotkań w nim z japońskimi okrętami podwodnymi.
W tym miejscu, o 20:40 20 października Tanabe napotkał płynącą na południe grupę trzech krążowników i czterech niszczycieli z Task Force 64 wiceadmirała Willisa Lee, która zygzakowała przy prędkości 19 węzłów. W świetle księżyca dowódca I-176 błędnie zidentyfikował cele jako dwa pancerniki, dwa krążowniki i kilka niszczycieli. Cho-sa Tanabe przygotował okręt do ataku na pancernik typu Texas i wystrzelił w jego kierunku pełną salwę sześciu torped typu 95. W rzeczywistości jednak okręt Tanabe celował w USS „Chester” (CA-27), ciężki krążownik typu Northampton.

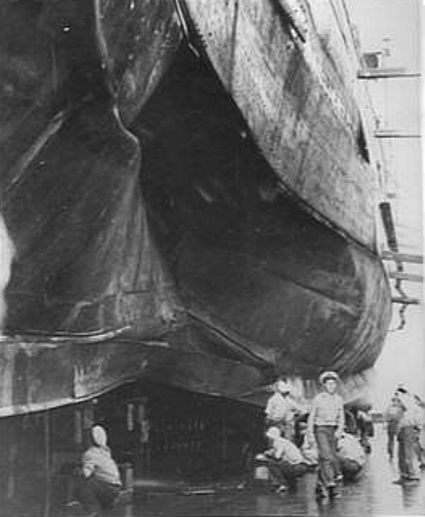
Uszkodzenie kadłuba pod pasem pancernym USS „Chester” (CA-27)

Jedna z wystrzelonych przez japoński okręt torped trafiła i eksplodowała pod pasem pancernym amerykańskiego krążownika, jednak pozostałe pięć pocisków minęło się z celem. W rezultacie eksplozji natychmiast zginęło 11 członków załogi, kolejnych 12 odniosło rany. Sam okręt wprawdzie utrzymał się na powierzchni, jednak eksplozja niemal półtonowej głowicy „długiej lancy” spowodowała, że okręt utracił zasilanie – dopiero po 1,5 godziny udało się ponownie podnieść ciśnienie pary, a okręt o własnych siłach ruszył w drogę powrotną do Espiritu Santo. USS „Chester” powrócił do walki dopiero po 10 miesiącach remontu w Norfolk nad Atlantykiem.
Po połowicznie udanym ataku, I-176 był przez trzy godziny ścigany amerykańskie niszczyciele, udało mu się jednak przetrwać obławę i 29 października wrócił do Truk. W swoim raporcie Cho-sa Yahachi Tanabe słusznie stwierdził, że okręt przeciwnika najprawdopodobniej został jedynie uszkodzony, nie uległ zaś zatopieniu.
Przez cały następny rok I-176 operował poza Rabaulem, głównie wykonując misje zaopatrzeniowe dla obleganych wojsk w Nowej Gwinei i Guadalcanal. Były to ryzykowne operacje, do których okręty podwodne nie są przystosowane. Przykładowo 19 marca 1943 roku podczas rozładunku zaopatrzenia w porcie Lae, I-176 został zaatakowany przez trzy bombowce B-25 Mitchell – jedna ze zrzuconych bomb trafiła okręt, jednak eksplodowała na zgromadzonych na tylnym pokładzie beczkach z ryżem, które zaabsorbowały falę uderzeniową z eksplozji, dzięki czemu okręt odniósł jedynie niewielkie uszkodzenia. Atak wywołał jednak ofiary wśród załogi na mostku. Śmierć na miejscu poniosło dwóch sterników, a sam Cho-sa Tanabe został poważnie ranny. Jednostka wyszła wkrótce z portu, aby przetestować sprawność okrętu, niemal natychmiast jednak odkryto dużą liczbę przecieków. Nie chcąc więc ryzykować rejsu powrotnego do Rabaulu na powierzchni, Tanabe rozkazał osadzić okręt na brzegu tuż poza portem, gdzie żołnierze armii mieli dokończyć rozładunek zaopatrzenia z okrętu. Zaraz potem załoga jednostki załatała przecieki, a okręt korzystając z wysokiego przypływu odpłynął z brzegu, zanurzył się i udał się z powrotem do bazy, gdzie ranny Tanabe przekazał okręt Sho-sa Itakurze Mitsuyoshiemu w tymczasowe dowództwo.
Okręt powrócił do Japonii w celem przeprowadzenia gruntownego remontu w lipcu 1943 roku. Tam też jego dowództwo objął Sha-sa Yamaguchi Kosaburo, wcześniej dowódca I-154. Pod jego dowództwem okręt przeprowadził nie mniej niż 10 rejsów z zaopatrzeniem dla baz w Nowej Gwinei między połową lipca, a początkiem listopada. 2 listopada okręt został skierowany do poszukiwania rozbitków z zatopionego podczas bitwy w Zatoce Cesarzowej Augusty lekkiego krążownika „Sendai”. W drodze na pobojowisko, I-176 został dostrzeżony przez amerykański wodnosamolot i zaatakowany za pomocą bomb głębinowych. Jedna z nich wybuchła blisko prawej burty okrętu, powodując rozległe uszkodzenia. Wobec takiego rozwoju sytuacji dowódca okrętu podjął decyzję o przerwaniu operacji ratunkowej i o powrocie jednostki do Rabaulu. Na miejscu dokonano najpilniejszych napraw, jednak po odniesionych uszkodzeniach okręt wymagał ich szerszego zakresu, które mogły być wykonane tylko w Truk. 13 listopada okręt opuścił więc Rabaul, udając się w drogę do Truk.
Amerykański wywiad przechwycił jednak japońskie informacje radiowe na ten temat, zakodowane szyfrem Baker-9, który był w tym czasie już złamany przez Ultrę. Znając trasę i czas przejścia japońskiego okrętu, dowództwo Floty Pacyfiku rozmieściło na niej trzy okręty podwodne celem przechwycenia I-176: USS „Blackfish” (SS-221), „Drum” (SS-228) oraz USS „Corvina” (SS-226). 16 listopada z pokładu „Blackfisha” dostrzeżono I-176, jego dowódca nie podjął jednak ataku wobec niemożliwości jednoznacznej identyfikacji napotkanej jednostki, „Drum” zaś nie był w stanie zająć pozycji umożliwiającej mu przechwycenie japońskiego okrętu. 17 listopada – wkrótce po północy – nastąpiło spotkanie trzeciego amerykańskiego okrętu z I-176, to jednak japoński okręt podwodny pierwszy wykrył – według raportu dowódcy – „okręt typu Perch”. I-176 zanurzył się i podjął próbę zbliżenia się co celu. Po około dwóch godzinach dowodzący nim shōsa Kosaburō Yamaguchi osiągnął pozycję dogodną do strzału, po czym o godzinie 2:20 wystrzelił trzy torpedy, z których dwie trafiły płynący na powierzchni amerykański okręt, który natychmiast eksplodował pociągając za sobą śmierć wszystkich 82 członków załogi „Corviny”.
Po powrocie do Japonii 17 listopada okręt został skierowany na czteromiesięczny remont i wyposażenie, zaś jego dowództwo objął shōsa Hideo Okada, który w marcu 1944 roku poprowadził swój nowy okręt z powrotem do Truk, gdzie jednostka była zaangażowana w dalsze dostawy dla odciętych garnizonów japońskich. W drodze powrotnej z jednej za takich operacji, 12 maja 1944 roku I-176 został dostrzeżony przez samolot patrolowy US Navy, a wkrótce przez cztery amerykańskie niszczyciele. Po trwającym 20 godzin amerykańskim polowaniu, I-176 został zatopiony 17 maja wraz z całą załogą liczącą w tym rejsie 103 oficerów i marynarzy przez USS „Johnston” (DD-557).